# Киујешти (Клуж)
Киујешти (рум. Chiuiești) насеље је у Румунији у округу Клуж у општини Киујешти. Oпштина се налази на надморској висини од 323 m.

## Становништво
Према подацима из 2011. године у насељу је живело 1714 становника.